# Zamia wallisii
Zamia wallisii är en kärlväxtart som beskrevs av Alexander Karl Heinrich Braun. Zamia wallisii ingår i släktet Zamia och familjen Zamiaceae. IUCN kategoriserar arten globalt som akut hotad. Inga underarter finns listade i Catalogue of Life.